# Cibdelia infestans
Cibdelia infestans är en svampart som beskrevs av Juel 1925. Cibdelia infestans ingår i släktet Cibdelia och familjen Olpidiaceae.   Inga underarter finns listade i Catalogue of Life.